# Насахма
Насахма (Насахмаат) (д/н — 463 до н. е.) — цар Куша в 468–463 роках до н. е.

## Життєпис
Син царя Сіаспіки. Відомостей про нього обмаль. Посів трон близько 468 року до н. е. Зберігав мирні відносини з Персією. Можливо на той час вже був старим або хворим. Лише встиг завершити совю гробницю.
Помер близько 463 року до н. е. Похованов піраміді № 19 в Нурі. Йому спадкував старший син Малевіебамані.